# Nazionalbolscevismo

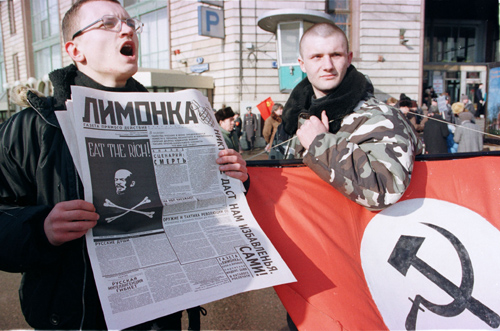
Membri del PNB nel 2006

Il nazionalbolscevismo (anche detto bolscevismo nazionale o Nazbol; in russo нацболы?, natsboly) è una ideologia politica sincretica fra il bolscevismo e il nazionalismo. Il nazionalbolscevismo è programmaticamente nazionalrivoluzionario, tradizionalista, antistatunitense e anticapitalista; intende conciliare le concezioni rivoluzionarie materialiste e spirituali.

## Storia e diffusione
Il movimento è nato negli anni venti in Germania ad opera di comunisti "eretici" e rivoluzionari conservatori, ma anche di qualche "russo bianco".
Si sviluppa in Germania negli anni 1920, nel periodo tumultuoso seguito alla prima guerra mondiale e quindi al trattato di Versailles. Fra i più rilevanti fautori del tempo possiamo citare Ernst Niekisch, Ernst Jünger, Karl Otto Paetel e gli altri appartenenti "alla corrente tedesca, minoritaria e sconfitta, che all'epoca di Weimar cercò di coalizzare classismo e patriottismo contro l'ordine imposto dalla pace di Versailles".

### Nel secondo dopoguerra
In Belgio le istanze nazionalbolsceviche sono sostenute dal Parti Communautaire National-Européen, discendente del Parti Communautaire Européen di Jean-François Thiriart. In Italia dalla rivista Patria - Bollettino socialista (oggi con il nome "Nemici del Sistema").
La posizione ha conosciuto un ritorno di fiamma nella Russia degli anni 1990 come sintesi tra patriottismo socialista sovietico e post-fascismo, con richiami anche all'estetica del nazionalsocialismo tedesco, antico nemico dal 1941, quando Ėduard Limonov ed Aleksandr Dugin fondarono il Partito Nazional Bolscevico in opposizione al governo di Boris El'cin. Attivo principalmente in Russia, a cavallo tra la fine del XX secolo e l'inizio del XXI secolo, con il Partito Nazional Bolscevico, aveva una peculiare bandiera del partito, simile a quella della Germania nazista, ma con una falce e martello al posto della svastica. Quando però le idee che esso predicava negli scantinati moscoviti ancora a fine anni ottanta "sono state traslate dal nazionalbolscevismo alla visione «eurasista», ampi stralci del pensiero di Dugin stavano diventando ‘mejnstrim’ (traslitterazione dal russo, che fa ampio uso del termine anglosassone mainstream) e nel primo decennio del secolo sono stati sdoganate dal discorso ufficiale del regime" di Putin, che pure "aveva e ha altri ispiratori". In ogni caso, essendo accompagnato da una visione complessiva che ne accentua il realismo all'interno del "continente" Eurasia (che comprende l'intera Europa, la Russia e parte dell'Asia), i suoi temi vengono declinati da molti dei massimi vertici del Cremlino: Nikolaj Patrušev (segretario del Consiglio di sicurezza della Federazione Russa) in una intervista ad “Argumenty i Fakty”, ha ad esempio lamentato che "il vero potere in Occidente è nelle mani di clan e corporazioni transnazionali" mentre la Russia difenderebbe "l’equilibrio tra valori morali e sviluppo socioeconomico".

## Ideologia
Le figure teoriche di riferimento sono prese dai rivoluzionari politici del Novecento, dai teorici comunisti e socialisti, a molti teorici nazionalrivoluzionari come Ernst Niekisch e Georges Sorel. I riferimenti idealisti trovano ispirazione in Hegel, Julius Evola e altri filosofi, mentre economicamente i nazionalbolscevichi appoggiano una commistione tra le riforme economiche del comunismo e varie teorie sindacaliste di natura socializzatrice nell'ambito della terza via, ma sempre mettendo l'accento sulla spiritualità dell'azione.
Da parte dei suoi fautori il nazionalbolscevismo sembra non essere altro che una chiave per rinnovare completamente le logiche politiche che considerano ormai obsolete, superando quelli che chiamano "opposti estremismi" utili, a loro avviso, solo a dividere le tematiche popolari e rivoluzionarie.